# Lula (Mississippi)
Pour les articles homonymes, voir Lula (homonymie).
Lula est une ville américaine située dans le comté de Coahoma, dans le Mississippi. Selon le recensement de 2020, sa population est de 204 habitants.